# Sonic the Hedgehog (8-Bit)
Sonic the Hedgehog (japanisch ソニック・ザ・ヘッジホッグ, Hepburn: Sonikku za Hejjihoggu) ist ein 2D-Jump-’n’-Run-Computerspiel, das von Ancient entwickelt und von Sega für das Sega Master System und den Sega Game Gear veröffentlicht wurde. Diese 8-Bit-Version folgte auf die zuvor erschienene gleichnamige 16-Bit-Variante für das Sega Mega Drive.
Die zeitgleich mit der 16-Bit-Version entwickelte Variante zeigt einige Ähnlichkeiten mit der Mega-Drive-Version, ist jedoch trotz des identischen Namens ein komplett anderes Spiel mit anderen Zonen, Levelverläufen und Bosskämpfen.
Die direkten Nachfolger sind Sonic the Hedgehog 2 (8-Bit) (1992) und Sonic the Hedgehog Chaos (1993).

## Handlung
Wie im gleichnamigen Spiel für das Sega Mega Drive setzt sich der anthropomorphe Igel Sonic the Hedgehog das Ziel, die Tierpopulation von South Island vor Dr. Robotnik zu retten, der plant, sie in feindliche Roboter zu verwandeln.

## Gameplay
In Sonic the Hedgehog übernimmt der Spieler die Kontrolle über den blauen Igel Sonic in einem sidescrollenden 2D-Jump-'n'-Run. Neben dem Steuerkreuz zur Bewegung ist nur ein Aktionsknopf zum Springen nötig. In springender oder rollender Form, Spin Attack genannt, kann Sonic Gegner besiegen oder Itemboxen in Form von Monitoren öffnen. Bei Berührung können die goldenen Ringe eingesammelt werden; Nimmt Sonic Schaden, verliert er die Ringe. Nimmt Sonic Schaden, ohne Ringe zu besitzen, fällt in einen tödlichen Abgrund, wird zerquetscht oder ertrinkt, verliert er ein Extraleben, von denen man zu Spielbeginn drei besitzt. Sammelt man 100 Ringe, erhält man ein weiteres Extraleben. Anders als auf der 16-Bit-Version kann Sonic verlorene Ringe nicht wieder aufsammeln. In den Monitoren kann ein Extraleben, zehn Ringe, ein Schutzschild, vorübergehende erhöhte Geschwindigkeit, vorübergehende Unverwundbarkeit oder ein Checkpoint enthalten sein. Die meisten Gegner können mit der Spin Attack besiegt werden, was dem Spieler Punkte erbringt und die gefangenen Tiere befreit.
Das Spiel besteht aus sechs Zonen (Green Hill Zone, Bridge Zone, Jungle Zone, Labyrinth Zone, Scrap Brain Zone und Sky Base Zone) mit je drei Acts, die als Level definiert werden können. Jede Zone hat dabei ihre eigene Thematik, Aussehen und Gegner-Vielfalt. Am Ende des jeweils dritten Acts wartet zudem ein Kampf gegen den Widersacher Dr. Robotnik und einer seiner tödlichen Maschinen. Wenn Sonic mit mindestens 50 Ringen das Ende eines ersten oder zweiten Acts in einer der ersten vier Zonen erreicht, kann er unmittelbar in eine der acht Special Stages gelangen. Das Spielprinzip von Sonic the Hedgehog basiert weitestgehend auf dem der gleichnamigen 16-Bit-Version, geht jedoch insgesamt etwas langsamer vonstatten, da der Fokus im Gegensatz zum Mega-Drive-Spiel eher auf der Erkundung der Level statt auf der Geschwindigkeit liegt. So fehlen beispielsweise die bekannten Loopings im Spiel und Self-Scrolling-Level sind enthalten. Die Chaos Emeralds können nicht wie im 16-Bit-Teil in Special Stages gewonnen werden, sondern müssen in den Leveln gefunden und gesammelt werden.

### Level
| Nr. | Zone             | Acts | Bosskämpfe    | Gegner                          |
| --- | ---------------- | ---- | ------------- | ------------------------------- |
| 1   | Green Hill Zone  | 3    | Egg Mobile    | Buzz Bomber, Crabmeat, Moto Bug |
| 2   | Bridge Zone      | 3    | Egg Submarine | Buzz Bomber, Chopper, Spikes    |
| 3   | Jungle Zone      | 3    | Egg Bomber    | Chopper, Spikes, Newtron        |
| 4   | Labyrinth Zone   | 3    | Egg Submarine | Burrobot, Jaws, Orbinaut        |
| 5   | Scrap Brain Zone | 3    | -             | Caterkiller, Ball Hog           |
| 6   | Sky Base Zone    | 3    | Egg Chamber   | Orbinaut, Bomb                  |

## Entwicklung
1991 erschien das ein gleichnamiges Spiel für das Sega Mega Drive. Aufgrund des Erfolges entschied sich Sega dazu, für ihre älteren Systeme entsprechende grafisch und soundtechnisch angepasste Versionen anfertigen zu lassen, die jedoch ein ähnliches Spielerlebnis bieten sollen.
Dafür wurde der 22-jährige Komponist Yūzō Koshiro beauftragt, das Spiel als Director zu entwickeln, sodass dieser dafür das Entwicklerstudio Ancient gründete, bestehend aus ihm selbst, seiner Schwester Ayano Koshiro, seiner Mutter Tomo Koshiro und dem Programmierer Shinobu Hayashi.
Das Vorhaben, das Mega-Drive-Vorbild möglichst originalgetreu nachzubilden, wurde nach kurzer Zeit verworfen und bewusst eine komplette Eigenintepretation des neuen Firmenmaskottchens entworfen. Das Spiel wurde vorrangig für den Sega Game Gear entwickelt, jedoch war die Arbeit mit dem Sega Master System unkomplizierter, sodass diese Version noch vor der Handheld-Variante erschien.

## Neuveröffentlichungen und Nachfolger

### Neuveröffentlichungen
Nach der Erstveröffentlichung von Sonic the Hedgehog für das Sega Master System und Sega Game Gear war die 8-Bit-Version von Sonic the Hedgehog auch auf Sonic Adventure DX: Director’s Cut (2003, Nintendo GameCube), Sonic Mega Collection Plus (2004, PlayStation 2, Xbox, PC) und Sonic PC Collection (2009, PC) enthalten.
Zudem ist das Spiel für die Virtual Console der Nintendo Wii (2008) und des Nintendo 3DS (2013) erneut erschienen. Am 3. Juni 2020 kündigte Sega den Game Gear Micro für den 6. Oktober 2020 in Japan an, wo auf einer der vier Game-Gear-Micro-Varianten auch die 8-Bit-Version von Sonic the Hedgehog enthalten ist. Auch auf der Collection Sonic Origins Plus (2023) war die Game-Gear-Version erneut enthalten.

### Nachfolger
In den Folgejahren erschienen weitere Sonic-8-Bit-Jump-’n’-Runs für den Sega Game Gear, die abgesehen von einer Ausnahme alle auch für das Sega Master System veröffentlicht wurden: Sonic the Hedgehog 2 (8-Bit) (1992), Sonic the Hedgehog Chaos (1993), Sonic the Hedgehog Triple Trouble (1994) und Sonic Blast (1996).

### Inoffizieller Port
Am 19. Dezember 2021 wurde ein inoffizieller Port von Sonic the Hedgehog für den Commodore 64 veröffentlicht. Für die Umsetzung zeichnet sich der Entwickler Andreas Varga aka ´Mr. SID´ verantwortlich. Dieser hatte seinerzeit bereits Prince of Persia für den Commodore 64 programmiert.
Die grafischen Umsetzungen wurden von Oliver Lindau aka Veto vorgenommen, welcher bereits die C64-Grafiken für Rolling Ronny erstellte.
Das Spiel ist nur auf einem mit einer RAM Expansion Unit (kurz: REU) erweiterten C64 mit mindestens 256Kb lauffähig. Ab einer RAM-Größe von 512Kb können der gesamte Code sowie die Grafiken in den Speicher geladen werden, um ein nachladen von Diskette zu vermeiden.

## Rezeption
Das Spiel bekam größtenteils positive Wertungen. Während sich die Master-System-Version 9,04 Millionen Mal verkauft hat, werden die Verkaufszahlen der Game-Gear-Version zwischen 1 und 2 Millionen geschätzt.

„So schnell wie Sonic auf dem Master System durch die Gegend flitzt, kommt nicht mal Speedy Gonzales hinterher. Die Sega-Programmierer haben aus der 8-Bit-Konsole das Letzte herausgeholt. Selbst bei High-Speed-Kunststücken ruckelt und flackert rein gar nichts. Sonic ist nicht nur technisch eines der besten Master-System-Module, sondern bietet auch spielerisch Höchstleistungen. Die Levels wurden nicht 1:1 übernommen, sondern größtenteils um- und neu gestaltet. Die Qualität hat dabei nicht gelitten. Wer auf ausgeklügelte Jump’n’Runs steht, der muß sich dieses Spiel einfach zulegen. Die Grafik macht bei dem Sammelsurium an Glanzleistungen keine Ausnahme: detailliert, farbenfroh, abwechslungsreich und stilvoll. Lediglich bei einer Feindkollision werden die gesammelten Ringe einfach abgezogen und kullern nicht im Dutzend auf dem Spielfeld umher. Dieses kleine Detail darf allerdings niemanden vom Kauf abhalten. Selbst 16-Bit-Sonic-Fans sollten überlegen, sich die 8-Bit-Variante zusätzlich anzuschaffen. Ihr bekommt neue Levels geboten, die grafisch und spielerisch fast auf Mega-Drive-Niveau stehen.“

„Wer sich Sonic-Fan nennt oder als Neuling gerne tiefer in die Materie einsteigen möchte, sollte nicht lange nachdenken und sofort zugreifen. Eine bessere Version des ein wenig in die Tage gekommenen Game-Gear-Klassikers werdet ihr wohl auf absehbare Zeit wohl nirgendwo finden.“